# Сепаратизм в Китае
Сепаратизм в Китае — оценочное понятие, объединяющее разные явления: стремление некоторых народов, государства которых были подчинены империей Цин, восстановить свою государственность после распада этой империи, и стремление части населения исторического Китая к созданию новых независимых государств.

Китай в 1820 году

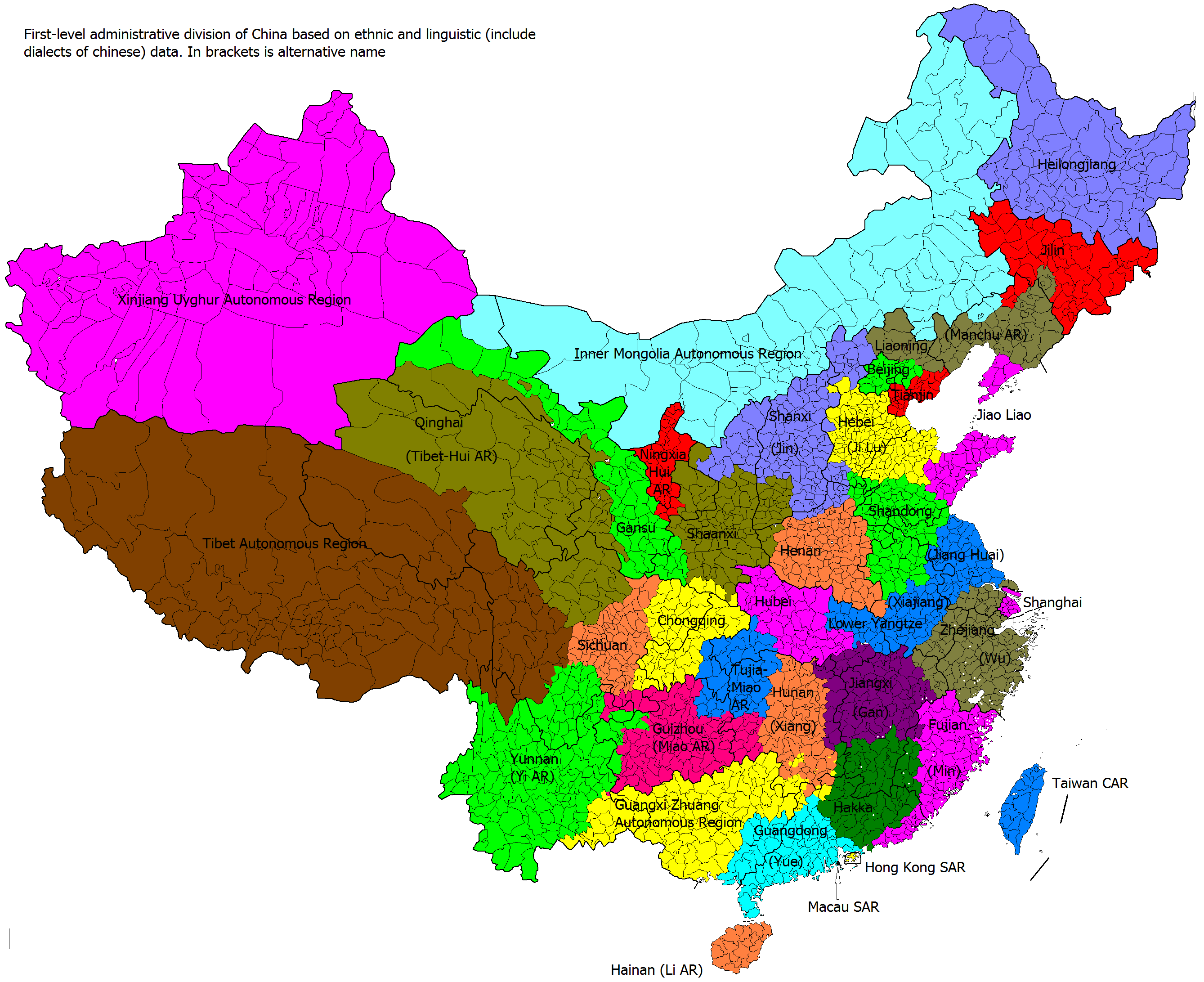
Гипотетический распад Китая

## Тайвань

Территории, контролируемые в настоящее время Китайской Республикой

Коренным населением острова Тайвань являются народы, говорящие на австронезийских языках. Тайвань начал осваиваться ханьцами довольно поздно — хотя номинально он был включён в состав Китая в XII веке, первые административные органы там были созданы лишь в XIV веке. В первой половине XVII века остров стал объектом колониального соперничества европейских держав — Нидерландов и Испании. Когда в XVII века маньчжуры завоевали Китай, на Тайване под лозунгом сохранения верности свергнутой империи Мин несколько десятков лет существовало фактически независимое государство семьи Чжэн.
В 1683 году Тайвань был присоединен к маньчжурской Цинской империи, после чего началось массовое переселение на остров китайцев из прибрежных материковых провинций на остров. Основу ханьского населения сложили две общины — хокло и хакка, обладающие ярко выраженной этно-культурной и языковой самобытностью. Аборигенные племена фактически находились вне административного контроля Цинской империи.
Когда в 1895 году Цинская империя проиграла войну с Японией, и по Симоносекскому договору была вынуждена уступить Тайвань Японской империи, это вызвало массовые протесты населения острова, которое провозгласило независимую Тайваньскую республику. В течение полувека Тайвань находился под управлением Японии, что привело к культурному обособлению населения Тайваня от населения материкового Китая.
В 1945 году, по окончании Второй мировой войны, Тайвань был возвращён Китаю. Местные жители сначала с восторгом приветствовали воссоединение с исторической родиной, однако вскоре их настроение сменилось разочарованием: назначенные из Нанкина гоминьдановские чиновники рассматривали тайваньцев как людей второго сорта, грабили местных предпринимателей, уроженцам острова было отказано в праве занимать государственные посты. Рост напряжённости привёл в 1947 году к «инциденту 2-28», когда 28 февраля после того, как агенты бюро по государственным монополиям избили пожилую вдову, торговавшую контрабандными сигаретами, начались беспорядки, охватившие весь остров. Демонстранты несли лозунги «Смерть свиньям!» и «Тайвань требует самоуправления!». Местные элиты стали зондировать возможность объявления независимости острова, в этом их поддерживали многие американские дипломаты. 9 марта на Тайване высадились части Национально-революционной армии, которые развязали «белый террор»; в ходе подавления выступлений за три недели, согласно некоторым оценкам, погибло более 30 тысяч тайваньцев.
В 1949 году, проиграв гражданскую войну, Чан Кайши с остатками войск отступил на Тайвань. Массовый наплыв беженцев с материка привёл к тому, что коренные тайваньцы стали меньшинством у себя на острове. Фактически Тайвань стал независимым государством, но формально Китайская Республика продолжала считать оставшийся под её контролем Тайвань частью Китая, рассматривая материковые провинции как временно вышедшие из-под контроля центральной власти.
За последующие полвека на Тайване появились политики, призывающие признать существующее положение вещей и провозгласить Тайвань независимым государством. Объединившись в 1986 году в Демократическую прогрессивную партию, они стали бороться за осуществление своих намерений парламентским путём, и в 2000 году лидер ДПП Чэнь Шуйбянь стал президентом Китайской республики. Однако идея формальной независимости Тайваня вызывает резкое отторжение как в КНР, так и у сохраняющей до сих пор значительное влияние на Тайване партии Гоминьдан, и Чэнь Шуйбянь за время своего восьмилетнего президентства так и не провозгласил Тайвань независимым государством.

## Синьцзян

Синьцзян на карте Китая

Ещё в I веке нашей эры китаец Бань Чао покорил «Западный край», сделав его частью империи Хань, однако после падения династии из-за большой удалённости этой территории китайцам не удалось восстановить над ней контроль. В первой половине VII века китайская династия Тан вновь завоевала Западный край. В середине VIII века мятеж Ань Лушаня привёл к необходимости отзыва войск из отдалённых гарнизонов в центральный Китай, и эти земли стали частью Уйгурского каганата. После походов Чингисхана в XII веке здесь образовался Чагатайский улус, из которого в XIV веке выделился Могулистан. С XVII века на территории современного Синьцзян-Уйгурского автономного района образовалось ойратское Джунгарское ханство. В 1759 году в результате третьей ойратско-маньчжурской войны Джунгарское ханство было уничтожено, а его территория — присоединена к Цинской империи.
Пытаясь восстановить свою независимость, уйгуры подняли в 1820-х годах восстание, которое было подавлено к 1827 году. В 1830 году вспыхнуло новое восстание, поддержанное кокандским ханом, но оно было разгромлено в том же году. В 1847 году было поднято новое восстание, известное в истории по числу его руководителей как «восстание семи ходжей»; оно также было подавлено в том же году. В 1862 году восстание дунган отрезало синьцзянские власти от центра страны и лишило их дотаций из казны наместничества Шэньганя. Местная бюрократия попыталась компенсировать эту потерю путём повышения налогов и незаконных изъятий. Всё это привело население на грань всеобщего восстания, разразившегося в 1864 году. На территории Восточного Туркестана образовалось сепаратистское государство Йеттишар. В связи с огромными трудностями, переживаемыми в это время Цинской империей, в Пекине нашлись сторонники признания независимости этих земель, однако в ходе последовавшей дискуссии победили «ястребы». В 1875 году Цзо Цзунтан отправился в Западный поход, и к концу 1870-х годов восстановил в Синьцзяне власть династии Цин.
Когда в 1911 году в Китае разразилась Синьхайская революция, восстал и Синьцзян. Цинский губернатор Юань Дахуа бежал, но генерал Ян Цзэнсинь при поддержке местных мусульманских войск разгромил революционеров. После установления Китайской республики центральные власти предпочли признать Ян Цзэнсиня губернатором провинции Синьцзян несмотря на его монархические взгляды, так как отправить туда войска и свергнуть его не было практически никакой возможности; сам же Ян, сохраняя номинальную лояльность центральной власти, фактически распоряжался в провинции как самовластный правитель. После того, как Ян в 1928 году был убит, новым губернатором Синьцзяна стал Цзинь Шужэнь, политика которого по китаизации региона привела в 1931 году к кумульскому восстанию, а в 1933 году была провозглашена Восточно-Туркестанская Исламская республика. Цзинь Шужэнь сбежал на территорию СССР, а на посту губернатора его сменил Шэн Шицай, который, опираясь на осевших в Синьцзяне русских белогвардейцев, сумел подавить восстание и ликвидировать сепаратистские образования.

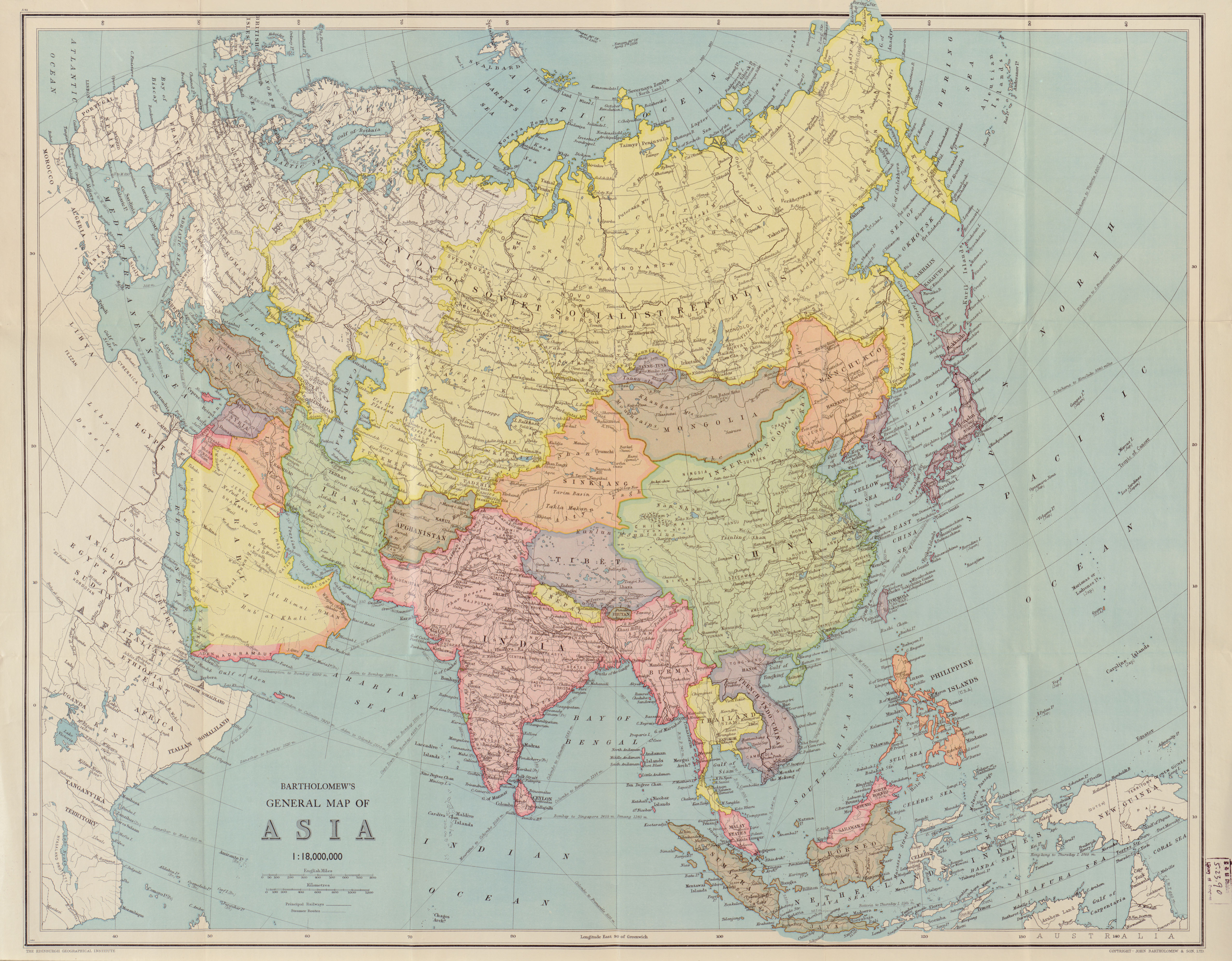
Политическая карта Азии в 1940 г. Синьцзян, Тибет и Маньчжурия независимы от Китая

В 1936 году в Синьцзян сумело прорваться 800 человек из колонны Чжан Готао, которые вместе с прочими войсками КПК участвовали в Великом походе. Шэн Шицай распределил этих закалённых в боях солдат и офицеров по подразделениям своей провинциальной армии, и они стали заниматься боевой подготовкой его войск. Однако с 1942 года начались репрессии по отношению к коммунистам. Террор Шэн Шицая вызвал восстания местного населения, и в 1944 году образовалась Восточно-Туркестанская Революционная республика. Это заставило Чан Кайши сместить Шэн Шицая, и прислать для переговоров с восставшими генерала Чжан Чжичжуна. 2 января 1946 года было подписано «Соглашение из 11 пунктов», которым предусматривалось создание коалиционного правительства; в июне 1946 года оно было одобрено Чан Кайши. Однако Чжан Чжичжун был не намерен играть в демократию, и сразу же приступил к нарушению условий «Соглашения»: с одной стороны, он стал ликвидировать революционную базу Восточно-Туркестанской республики, а с другой — подавлять начавшиеся выступления в Кашгарии. Чан Кайши был вынужден отозвать Чжан Чжичжуна, а председателем правительства провинции в мае 1947 года сделал уйгура Махсуда Сабри. Однако в то время гражданская война в Китае перешла к заключительному этапу при явном превосходстве коммунистов, и откровенно националистическая политика Махсуда вызвала возмущение центрального китайского правительства. В декабре 1948 года Чан Кайши отстранил Махсуда, и сделал председателем Синьцзянского правительства татарина Бурхана Шахиди, который постарался установить в Синьцзяне мир при соблюдении статус-кво. В августе 1949 года Бурхан наладил связь с Пекином, откуда перешедший на сторону коммунистов Чжан Чжичжун порекомендовал ему наладить отношения с правительством Восточно-Туркестанской республики (что и так уже было сделано). 19 сентября 1949 года Бурхан направил в Пекин лично Мао Цзэдуну телеграмму, в которой заявил, что народ Синьцзяна порывает отношения с партией гоминьдан и присоединяется к коммунистической партии Китая. 1 октября 1949 года в Пекине была провозглашена КНР, а 20 октября в Урумчи под приветствия жителей вошли части НОАК. Новая власть подтвердила полномочия Бурхана и ввела в состав Синьцзянского провинциального правительства представителей Восточно-Туркестанской республики, в состав НОАК после переформирования вошли как бывшие гоминьдановские части, так и вооружённые силы Восточно-Туркестанской республики. Новые власти взялись за борьбу с бандитами, хозяйничавшими в Синьцзяне в предыдущие неспокойные годы. Некоторые из этих бандитов сумели бежать за границу, и в условиях начинавшейся «холодной войны» провозгласили себя «борцами за свободу угнетённых народов Синьцзяна».
После того, как в 1991 году распался Советский Союз, и в Западном Туркестане образовались независимые государства, начало действовать Движение за независимость Восточного Туркестана. В 2004 году был создан Всемирный уйгурский конгресс, который в настоящее время возглавляет диссидентка Рабия Кадыр; китайские власти считают Всемирный уйгурский конгресс террористической организацией.

## Тибет

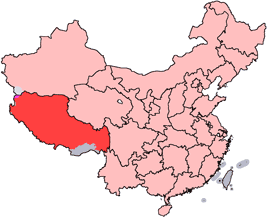
Тибетский автономный район в составе КНР

Когда поднимается тибетский вопрос, в первую очередь, подразумевается расхождения в толковании истории между протибетскими и прокитайскими исследователями. Пекин утверждает, что ещё в середине XIII века Тибет официально вошел в пределы государственной территории Юаньской империи и с тех пор, несмотря на то, что в Китае сменилось несколько династий и центральных правительств, неизменно находился под управлением центрального правительства Китая.
Ряд исследователей и протибетские активисты утверждают, что Юань была не Китаем, а монгольским государством, Тибет являлся независимым государством до оккупации Китаем в 1951 г., а отношения между Далай-ламами и правителями в Пекине строились по принципу «наставник-покровитель», а не «вассал-сюзерен».
В XVIII веке во время второй ойратско-маньчжурской войны Тибет попал под контроль Цинской империи. В Лхасе находились цинские амбани, контролировавшие военную и финансовую сферы жизни Тибета; в конце XVIII века Цинская империя пришла на помощь Тибету для отражения вторжения непальцев. Далай-лама ежегодно (а с 1840 года — раз в три года) направлял в Пекин посольство с дарами. Однако, Тибет был особой частью Империи: так, на его территории не взимались общеимперские налоги и отсутствовали цинские земельные владения. У Тибета была собственная административная система, а всю землю контролировала тибетская знать. С конца XIX века Цинская империя начала проводить в отношении Тибета политику превращения его из вассала в провинцию Китая.
В 1890 году в Калькутте была подписана англо-китайская конвенция, определявшая границу между Сиккимом, являвшимся британским протекторатом, и Тибетом, но тибетские власти отказались её признать. В 1903 году, под предлогом принуждения Тибета выполнять подписанные ранее соглашения, английские войска вступили на его территорию. Отсталая тибетская армия не могла противостоять англичанам и была почти полностью уничтожена. В 1904 году в Лхасе между англичанами и тибетскими власти, без участия цинских амбаней, была подписана Лхасская конвенция. По её условиям, Тибет признавал сиккимо-тибетскую границу, обозначенную в англо-китайской конвенции 1890 года, открывал рынки в городах, обязывался выплатить контрибуцию и гарантировал не предпринимать никаких действий с иностранными державами без согласия Великобритании. В 1906 году была подписана «Китайско-английская конвенция о Тибете и Индии», в соответствии с которой контрибуцию Великобритании вместо Тибета стала выплачивать Цинская империя. Русско-английская конвенция 1907 года зафиксировала сюзеренные права Китая на Тибет. Согласно ей же, Россия, на чью помощь рассчитывала часть тибетской знати для признания Тибета, устранилась от участия в тибетском вопросе.
В 1911 году в Цинской империи произошла антиманьчжурская Синьхайская революция и была образована Китайская республика. 12 апреля 1912 года Президент Китайской Республики Юань Шикай издал «Временную конституцию Китайской республики», в которой Монголия, Восточный Туркестан и Тибет объявлялись неотъемлемой частью Китайской Республики. В этом же месяце он направил в Тибет войска для помощи китайским гарнизонам, но под давлением Великобритании, которая отказывалась признавать Китайскую Республику до тех пор пока военный поход на Тибет не будет прекращён, в августе 1912 года Юань Шикай развернул войска. В 1913 году в Пекине был сформирован парламент, в котором были и представители якобы Тибета, на самом деле являвшиеся тибетцами из внутренних районов Китая.
В конце 1912 года, при посредничестве непальского представителя, было подписано примирительное соглашение между противоборствующими сторонами в Тибете, по которому все китайские войска, кроме личной охраны амбаня, должны были покинуть страну, а их оружие и амуниция оставались в Лхасе. В 1913 году последние китайские солдаты покинули Тибет и институт амбаней был упразднён Китаем. 23 января 1913 года Далай-лама XIII вернулся во дворец Потала. Там он издал Декларацию независимости, в которой говорилось, что на протяжении всей истории Китай и Тибет сотрудничали на основе отношений покровителя и священника, и что отношения Тибета и Китая не основываются на подчинении одного другому. В ней тибетцы назывались независимой и религиозной нацией, которой предстоит трудиться для защиты своей независимой страны.
В связи с тем, что на территории собственно Китая в 1920-х годах шли боевые действия между полевыми командирами, а в 1937 году началась японо-китайская война, у любых китайских властей не было сил и возможности восстановить свой контроль над труднодоступными частями Тибета, однако все китайские правительства продолжали считать Тибет частью Китайской республики. В 1949 году завершилась гражданская война в Китае и была провозглашена Китайская народная республика. В 1950 году Народно-освободительная армия Китая вошла в Тибет, и в 1951 году было заключено «Соглашение по мирному освобождению Тибета».
В 1956 году был учреждён Подготовительный комитет по созданию Тибетского автономного района. Недовольство реформами китайских коммунистов в Тибете привело к серии восстаний в 1950-х гг., которые в 1959 году перекинулись на территории, подчинявшиеся Лхасе. Все восстания были подавлены китайскими войсками; Далай-лама с приближёнными бежал в Индию. В 1965 году был образован Тибетский автономный район в составе КНР. Далай-лама и его сторонники сформировали правительство Тибета в изгнании.
Официальной целью протибетских активистов является получение «подлинной автономии в составе КНР» и сохранение тибетской самобытности. Далай-лама предлагает т. н. «срединный путь» решения тибетского вопроса. Он разъясняет, что «срединный путь» пролегает между независимостью Тибета и той степенью автономии, которая существует сейчас. По его словам, тибетский народ не согласен с современным статусом Тибета в составе Китайской Народной Республики. В то же время он не стремится к возвращению независимости Тибета, которой он пользовался прежде. Срединный путь — это политика, которая примиряет эти два положения и нацелена на достижение подлинной автономии для коренного населения всех трех традиционных провинций Тибета в составе Китайской народной республики.
Международное движение в поддержку Тибета сегодня является одним из наиболее стабильных и масштабных движений в мире. Центральное место среди организаций в поддержку Тибета занимает международная сеть «The International Tibet Network», основанная в 2000 году в Лондоне. В настоящее время она включает в себя около 185 членов, которые являются неправительственными организациями. Целью «The International Tibet Network» является развитие эффективной координированной стратегии по ненасильственному решению тибетского вопроса. Данная организация расценивает Тибет как оккупированную территорию.